# Klukowo
Klukowo è un comune rurale polacco del distretto di Wysokie Mazowieckie, nel voivodato della Podlachia.
Ricopre una superficie di 123,77 km² e nel 2004 contava 4 745 abitanti.

## Villaggi
Klukowo contiene i villaggi e gli insediamenti:
- Gródek
- Janki
- Kaliski
- Kapłań
- Klukowo-Kolonia
- Kostry-Podsędkowięta
- Kostry-Śmiejki
- Kuczyn
- Lubowicz Wielki
- Lubowicz-Byzie
- Lubowicz-Kąty
- Łuniewo Małe
- Łuniewo Wielkie
- Malinowo
- Piętki-Basie
- Piętki-Gręzki
- Piętki-Szeligi
- Piętki-Żebry
- Sobolewo
- Stare Kostry
- Stare Warele
- Stare Zalesie
- Trojanówek
- Trojanowo
- Usza Mała
- Usza Wielka
- Wiktorzyn
- Wyszonki Kościelne
- Wyszonki-Błonie
- Wyszonki-Klukówek
- Wyszonki-Nagórki
- Wyszonki-Włosty
- Wyszonki-Wojciechy
- Wyszonki-Wypychy
- Żabiniec
- Żebry Wielkie